# Oneworld
Oneworld is de op twee na grootste luchtvaartalliantie ter wereld achter Star Alliance en SkyTeam met een vloot grootte van bijna 3300 vliegtuigen. Rob Gurney is de huidige CEO van de Oneworld alliantie sinds 2016.

## Activiteiten
Oneworld werd op 1 februari 1999 opgericht door American Airlines, British Airways, Cathay Pacific, Qantas en Canadian Airlines.
Het doel van de alliantie is om de maatschappijen die lid zijn de mogelijkheid te geven om hun klanten een uitgebreider netwerk van vluchten aan te bieden, zodat ze hun marktaandeel kunnen verhogen en hun kosten kunnen verlagen. Zij doen dit bijvoorbeeld door reizigers een gemakkelijke doorverbinding via de Oneworld luchtvaartmaatschappijen te geven door betere aansluitingen en gecoördineerde reserveringen, bijvoorbeeld via Amadeus GDS, Worldspan, Sabre, en Galileo GDS. Vluchten van andere maatschappijen van de alliantie worden vaak aangeboden door middel van code sharing.

## Leden
De veertien volwaardige leden sinds 31 maart 2021 zijn:
| Leden               | Toegetreden    |
| ------------------- | -------------- |
| Alaska Airlines     | 2021 maart     |
| American Airlines A | 1999 februari  |
| British Airways A   | 1999 februari  |
| Cathay Pacific A    | 1999 februari  |
| Finnair             | 1999 september |
| Iberia              | 1999 september |
| Japan Airlines      | 2007 april     |
| Malaysia Airlines   | 2013 februari  |
| Qantas A            | 1999 februari  |
| Qatar Airways       | 2013 oktober   |
| Royal Air Maroc     | 2020 april     |
| Royal Jordanian     | 2007 april     |
| S7 Airlines         | 2010 november  |
| SriLankan Airlines  | 2014 mei       |

A Oprichters
Bij Lan Airlines zijn ook de dochterondernemingen LAN Argentina en LAN Ecuador aangesloten. Bij Japan Airlines zijn de dochterondernemingen JALways, Japan Asia Airways, JAL Express, J-Air en Japan Transocean Air bij Oneworld gekomen. De niet vermelde leden zijn de aangesloten regionale luchtvaartmaatschappijen. Alle leden van de alliantie zijn lid van SITA Inc en IATA.
De Hongaarse maatschappij Malév was lid van 2007 tot haar bankroet op 3 februari 2012.
In januari 2010 werd aangekondigd dat Japan Airlines overstapte naar Skyteam, wat achteraf niet het geval bleek te zijn. In 2009 trad Mexicana toe tot Oneworld gevolgd door Air Berlin, SriLankan Airlines en Qatar Airways in 2012.
In 2010 trad Mexicana uit de alliantie vanwege het faillissement van de maatschappij.
In 2013 werd aangekondigd dat er een fusie zou plaatsvinden tussen American Airlines en US Airways. US Airways was op dat moment lid van Star Alliance. Door de fusie zou US Airways volledig opgaan in American Airlines.
In 2017 trad Air Berlin samen met dochteronderneming Niki uit de alliantie vanwege het faillissement van de maatschappij. Door het faillissement heeft Oneworld geen Duitse partners meer.
Eind 2018 is Fiji Airways lid geworden van Oneworld connect.
In april 2022 trad Royal Air Maroc als eerste Afrikaanse luchtvaartmaatschappij toe tot de alliantie.
De LATAM Group kondigde eind 2019 haar beslissing aan om Oneworld te verlaten op 1 mei 2020.
Eind 2019 werd bekend dat Alaska Airlines bij de alliantie zal komen. Op 31 maart 2021 is het lidmaatschap officieel.

## Cijfers
In 2008 bedienden de luchtvaartmaatschappijen van de Oneworld alliantie 664 bestemmingen in 134 landen (inclusief regionale luchtvaartmaatschappijen, die geheel, niet, of gedeeltelijk het eigendom zijn van de leden). Met 2228 vliegtuigen en 275.991 personeelsleden werden 319 miljoen passagiers op jaarbasis vervoerd, met dagelijks 8951 vluchten.
In 2013 vlogen de Oneworld partners naar 883 bestemmingen in 151 landen. Met de vloot van 2488 vliegtuigen werden 353 miljoen passagiers vervoerd. Per dag verzorgde Oneworld ruim 10.000 vluchten.
In 2019 was het aantal bestemmingen uitgebreid naar 1000 in 170 landen. Met de vloot van 3300 toestellen werden 535 miljoen passagiers vervoerd. De leden van Oneworld verzorgden zo'n 13.000 vluchten per dag.